# شهرک ترکمن‌باشی
شهرک ترکمن‌باشی (به ترکمنی:‌Türkmenbaşy şäherçesi، توٚرکمن‌باشیٛ  شأهرچه‌سی) یک منطقهٔ مسکونی در ترکمنستان است که در استان بلخان واقع شده‌است.
این شهر در کرانه خاوری دریای خزر است و جمعیت آن در سال ۲۰۰۴ حدود ۸۶٬۸۰۰ نفر برآورد شده که بیشتر از قومیت روس و آذربایجانی هستند.